# Cratere Raga
Raga  è un cratere sulla superficie di Marte.